# Павлов, Пётр Васильевич
Пётр Васи́льевич Па́влов (9 января 1937, Кез, Удмуртская АССР — 1 января 2010, Ульяновск) — советский и российский художник, Народный художник Российской Федерации (2003).

## Биография
- Родился 9 января 1937 года в посёлке Кез в крестьянской семье. Творчеством начал заниматься в 20 лет.
- В 1962 году закончил Свердловское художественное училище. Дипломная работа — картина «Сплавщики леса».
- В 1968 году закончил Московский государственный академический художественный институт имени В. И. Сурикова. Подготовка дипломной работы в мастерской народного художника СССР Б. В. Иогансона. Дипломную работу — картину «В трудные годы» — защитил в 1968 году с оценкой «отлично». Картина экспонировалась на восьмой всесоюзной выставке работ студентов художественных вузов СССР и на ВДНХ СССР, где была отмечена в 1970 году бронзовой медалью «За достигнутые успехи в развитии народного хозяйства СССР».
- С 1970 года член Союза художников СССР.
- 1972 г. Награждён первой премией ЦК ВЛКСМ и дипломом Президиума Академии художеств СССР.
- 1973 г. Делегат четвертого всесоюзного съезда художников СССР
- 1977 г. Делегат пятого всесоюзного съезда союза художников СССР.
- 1982 г. Картины Павлова П. В. «Коммунары», «Ополченцы красной гвардии», «Тишина», «Сын», «Портрет пианистки Павловой Э. И.» выдвинуты Министерством культуры РСФСР на соискание Государственной премии РСФСР в области литературы и искусства им. И. Е. Репина. Награждён серебряной медалью Академии художеств СССР за картину «Красные пахари».
- 1986 г. Присвоено звание «Заслуженный художник России».
- 1994—1996 г.г. творческие поездки и выставки в Республике Кабо-Верде.
- 1997 г. Награждён юбилейной медалью «В память 850-летия Москвы».
- 1998 г. По рекомендации Союза художников России Американским биографическим институтом включён в справочник «Художники XX столетия».
- 2003 г. Присвоено звание «Народный художник России».
- 2004 г. Творческая поездка в США.
- 2009 г. Награждён Золотой медалью им. В. И. Сурикова.

Произведения П. В. Павлова хранятся в Государственной Третьяковской галерее, Чувашском художественном музее, Кабо-Верде, Бразилии, США, Франции, Германии, Швейцарии, Португалии, Южной Корее, Болгарии, Японии, Гонконге и ряде других российских и зарубежных музеев, в частных собраниях.
Член Союза художников СССР (1970). Мастер исторической и бытовой картины, портретной и пейзажной живописи. Вынужден был оставить 3-х комнатную квартиру у кинотеатра «Сеспель» и мастерскую на ул. К. Иванова в г. Чебоксары. С 1989 года проживал и работал в Ульяновске.

## Память
Был похоронен на Аллее славы на Яушском кладбище под Чебоксарами.

## Семья
- Отец — Павлов Василий Ефимович
- Мать — Павлова Елена Михайловна
- сестра --- Павлова Нина Васильевна, художник выпускник МГХИ имени В. И. Сурикова
- Супруга — Павлова Эмилия Ивановна (ум. 1985 г.), педагог, преподаватель музыки по классу фортепиано.
- Дочь — Павлова Наталья Петровна (19.06.1967 г. рожд.), художник, выпускник МГХИ имени В. И. Сурикова, член Союза художников СССР,стипендиат Союза художников России, член Московского Союза художников.
- Сын — Павлов Игорь Петрович (29.08.1969 г. рожд.) художник, выпускник Чебоксарского художественного училища
- Внук — Павлов Павел Игоревич (17.09.1999 г. рожд.)

## Награды и звания
- Бронзовая медаль ВДНХ — 1970 г.
- Диплом Совета Министров РСФСР — 1970 г.
- Грамота Совета Министров Чувашской АССР — 1970 г.
- Диплом Союза художников РСФСР и Министерства культуры РСФСР 1970 г, 1976 г., 1977 г.
- Диплом 1-й степени Чувашского областного комитета ВЛКСМ — 1972 г.
- Диплом Президиума Академии художеств СССР −1972 г.
- Первая премия ЦК ВЛКСМ −1972 г.
- Диплом 1-й степени Чувашского областного комитета ВЛКСМ — 1973 г.
- Диплом Совета Министров РСФСР — 1976 г.
- Диплом Совета Министров РСФСР — 1977 г.
- Почётная грамота ЦК ВЛКСМ — 1978 г.
- Диплом Министерства просвещения РСФСР — 1979 г.
- Премия Комсомола Чувашии имени М. Сеспеля 1979 г.
- Почётная грамота обкома КПСС и Президиума Верховного Совета Татарской АССР −1980 г.
- Серебряная медаль Академии художеств РСФСР за 1982 г.
- Медаль «В память 850-летия Москвы» — 1997 г.
- Лауреат премии комсомола Чувашии им. М. Сеспеля — 1974 г.
- Грамота Президиума Верховного Совета Чувашской АССР о присвоении звания заслуженного художника Чувашской АССР −1976 г.
- Почётное звание «Народный художник Чувашской АССР» — 1980 г.
- Почётное звание «Заслуженный художник РСФСР» — 1986 г.
- По рекомендации Союза художников России Американским биографическим институтом включён в справочник «Художники XX столетия» — 1998 г.
- Почётное звание «Народный художник Российской Федерации» — 2003 г.
- Награждён Золотой медалью им. В. И. Сурикова — 2009 г.

## Список основных произведений и участие на выставках
- «Ополченцы Красной гвардии». 1969 г. Х., м. 180х297. Собственность МК РСФСР. Зональная выставка «Большая Волга» г. Ульяновск −1969 г.; 4-я республиканская выставка «Советская Россия» Москва −1970 г.; Всесоюзная художественная выставка. Москва −1970 г.; Зарубежные выставки: Болгария −1970 г.; Румыния −1970 г.; Венгрия — 1970 г.; ГДР-1970 г.
- Выставка дипломных работ студентов художественных вузов СССР, Ленинград-Москва — 1968—1969 гг.
- «В трудные годы» 1971 г. Х., м. 200х180 (вариант). Собственность АХ СССР. Художественная выставка 16-ти автономных республик, Москва −1971 г. Художественная выставка произведений молодых художников, работающих по договорам с академией художеств СССР.
- «Земля» 1971 г. Х., м. 190х291. Собственность МК ЧССР. Художественная выставка 16-ти автономных республик РСФСР, Москва — 1971 г.
- «Ликбез» 1972 г. Х., м. 170x245. Собственность ХМ РСФСР. Всероссийская выставка произведений молодых художников, Москва −1972 г. Всесоюзная выставка молодых художников, Москва — 1972 г.
- «Страда. Ужин.».1971 −1972 г. Х., м. 190x190. Собственность МК РСФСР. Художественная выставка «По родной стране», Москва −1972 г.
- Цикл работ на тему «Пограничники» 1973 г.
- «Дети». Х., м. 135х145 Собственность СХ СССР.
- «Граница». Х., м. 135х170 Собственность МК ЧАССР. Всесоюзная художественная выставка «На страже Родины», Москва −1973 г.
- «Сын». Х., м. 187x167 Собственность МК РСФСР. Зональная художественная выставка «Большая Волга», г. Горький −1974 г. «Советская Россия — V», г. Москва −1975 г.
- «Портрет пианистки Павловой Э. И.». 1972 г. Х., м. Собственность МК ЧАССР. Зональная художественная выставка «Большая Волга», г. Горький — 1974; «Советская Россия — V», Москва — 1975.
- «Тишина». Х., м. 154x180. Собственность МК РСФСР. Зональная художественная выставка «Большая Волга», г. Горький −1974 г. «Советская Россия — V», г. Москва −1975 г. Всесоюзная художественная выставка, г. Москва −1976 г.
- «Сергей Уваров» — кузнец совхоза «Ветлужский». Х., м. 86х83 Собственность СХ СССР. Всероссийская художественная выставка «60 лет Великого Октября», г. Москва −1977 г.
- Цикл работ на тему «Земля» Собственность МК РСФСР.
- «В партизаны». Х., м. 170х258 Всероссийская художественная выставка «60 лет Великого Октября», г. Москва −1977 г.
- «Красные пахари». Х., м. 170х285. Собственность МК РСФСР, г. Чебоксары, ЧГХМ. Всероссийская художественная выставка «60 лет Великого Октября», г. Москва −1977 г.; Всесоюзная художественная выставка «60 лет по Ленинскому пути», Москва −1977 г.;
- «Раздумье». Х., м. 170x225. Собственность МК РСФСР. Всероссийская художественная выставка «60 лет Великого Октября», г. Москва — 1977 г.; Всесоюзная художественная выставка «60 лет по Ленинскому пути», Москва −1977 г.
- «Рожь». Х., м. 170x170. Собственность МК РСФСР г. Чебоксары, ЧГХМ Всероссийская художественная выставка «60 лет Великого Октября», г. Москва — 1977 г. Всесоюзная художественная выставка «60 лет по Ленинскому пути», Москва −1977 г.
- «Мать» (из цикла «Без вести пропавший»). Х., м. 156х211. Собственность МК РСФСР. Зональная художественная выставка «Большая Волга», г. Казань −1979 г.;

«Советская Россия — VI», г. Москва — 1980 г.; Всесоюзная художественная выставка «Мы строим коммунизм», г. Москва −1981 г.;
- «В дни Победы». Х., м. 156x237. Собственность СХ СССР. Всесоюзная выставка «40 лет Победы», Москва — 1985.
- «Портрет Минеева С. И. — военного журналиста». Х., м. 144х151. Всесоюзная художественная выставка к 35-летию Победы, г. Волгоград −1980 г.
- «Коммунары» 1981 г. Х., м. 250x400. Собственность МК РСФСР. Всероссийская художественная выставка «По родной стране», г. Москва — 1981 г.
- «Воспоминание о детстве» 1983 г. Х., м. 160x200. Собственность Дирекции художественных выставок СХ РФ, г. Москва. Всероссийская художественная выставка «Земля и люди», г. Москва −1984 г.
- «1941-й год» (из цикла «Без вести пропавший»). 1985 г. Х., м. 160х270 Собственность ГТГ. Всероссийская художественная выставка к 40-летию Победы «Мир отстояли — мир сохраним», г. Москва — 1985 г.
- «Похороны коммунара». Х., м. 220х450. Собственность МК РСФСР. Зональная художественная выставка «Большая Волга-6», г. Чебоксары — 1985 г., «Советская Россия — VII», Москва — 1985 г.; Всесоюзная художественная выставка, г. Москва — 1986 г.; Выставка посвященная XXVI съезду КПСС, г. Москва — 1986 г.
- «Портрет искусствоведа В. Иванченко». Х., м. 120х195. Собственность Дирекции художественных выставок СХ РФ, г. Москва. Всероссийская художественная выставка «Советская Россия — VII», Москва — 1985 г.
- «Портрет Володи Сорокина». Х., м. 70х80. Зональная выставка «Большая Волга», г. Чебоксары — 1987 г. Юбилейная выставка к 75-летию со дня рождения, из фондов ЧГХМ, Чебоксары — 2012 г.
- «Мать» (из цикла «Песни старой Чувашии»). 1987 г. Х., м. 150х150 Собственность МК РСФСР. Всероссийская художественная выставка «Художник и время», Москва — 1987 г.; Всесоюзная художественная выставка «Страна Советов», Москва — 1987 г.;.
- «Утро коммунаров». Х., м. 180х255. Собственность МК РСФСР. Всесоюзная художественная выставка «Страна Советов», Москва — 1987 г.
- «Семья» (из цикла «Песни старой Чувашии»). Х., м. 180х220. Собственность МК ЧАССР.
- «Утро» (из цикла «Песни старой Чувашии»). Х., м. 158x275 Собственность ООО Союза Художников России Всероссийская и всесоюзная художественная выставка, г. Москва — 1988-1989гг.
- «Весна» (из цикла «Песни старой Чувашии»). Х., м.158x275 Собственность МК РСФСР. Всесоюзная художественная выставка, г. Москва — 1988-1989гг.
- «Осень» (из цикла «Песни старой Чувашии»). Х., м. 158х260. Собственность ООО Союза Художников России. Всесоюзная художественная выставка, г. Москва — 1988-1989гг.
- «Портрет Наташи». Х., м. 115x120. Всероссийская выставка портрета, г. Москва — 1991 г.
- «Красные пришли». Х., м. Зональная выставка «Большая Волга», г. Казань — 1991 г.
- «Московское Утро. Иоанн Грозный». Х., м. 170х250; Всероссийская художественная выставка посвященная 850-летию Москвы, Москва — 1997 г. Всероссийская художественная выставка, г. Москва — 1999 г.
- «Портрет медсестры Николаевой». Собственность СХ СССР.
- «Утро». 1997 г. Х., м. 60х80; Цикл пейзажей «На северные мотивы». 1994—1997 гг. Х., м. Совместная выставка художников России и Белоруссии, Москва — 1998 г.
- «Портрет Людмилы Макаровой». 2000 г. Х., м. 84х82
- «Портрет Татьяны Евсеевой». Х., м. Всероссийская художественная выставка к 2000-летию Рождества Христова «Имени твоему», г. Москва — 2000 г.
- «Деревенские будни». 1999—2000 гг. Х., м. 110х140 Всероссийская художественная выставка «защитникам Отечества посвящается», г. Москва — 2000 г.
- «Последний» 2005 г. Х., м. 170Х151
- «Наши летят» 2003 г. Х., м. 144Х159
- «Без вести пропавший» 2005 г. Х., м. 168Х130 Выставка "60 лет великой победе посвящается, г. Москва — 2005 г.
- «Туманное утро» 2000 г. Х., м. 110Х130 «Золотая палитра», Выставка — конкурс на лучшее произведение изобразительного искусства в Приволжском федеральном округе. Диплом и приз зрительских симпатий в номинации «Пейзаж. Времена года» г. Саратов — 2007 г.
- «Иоанн Грозный» 2007 г. Х., м. Триптих: «Бояре» 2007 г. Х., м. 170Х248;«В гости на смотрины» 2007 г. Х., м. 170Х248;«Посадские» 2008 г. х., м. 170Х145 Зональная выставка «Большая Волга» города Чебоксары, Самара 2008 г.
- «Вечер» х., м. 170Х275 Выставка «Отечество» посвященная 50 — летию СХ России. г. Москва — 2008 г.